# Cabassous tatouay
L'armadillo a coda molle maggiore o tatouay (Cabassous tatouay) è una specie di armadillo diffusa in Paraguay, Argentina, Uruguay e Brasile, dove colonizza gli spazi aperti ad altezze variabili.
raggiunge i 70 cm di lunghezza, per un peso di 6,5 kg.
Il carapace è di colore grigio-dorato, le zone nude sono di colore grigio scuro con le estremità rosa. Qua e là spuntano ciuffi di pelo setoloso e brizzolato.
Le orecchie sono a forma di tromba.
È un animale prettamente notturno, che cammina sulla punta delle unghie delle zampe anteriori e sulla pianta dei piedi delle zampe posteriori: si nutre principalmente di formiche e termiti, i nidi delle quali trova grufolando nel terreno.
Spesso, nella foga del nutrirsi, si sommerge completamente nel terreno.